# OpenSUSE
openSUSE [ˌoʊpənˈsuːzə] ist ein Gemeinschaftsprojekt, das den Einsatz von Linux und freier Software fördert. Neben mehreren Linux-Distributionen werden Tools zur Entwicklung und zum Test entwickelt. Die Nutzer der Distribution kommen vorwiegend aus Deutschland (knapp 26 Prozent Anteil an der weltweiten Nutzerbasis) und den USA (knapp 14 Prozent). Der Fokus der Entwickler liegt darauf, ein stabiles und benutzerfreundliches Betriebssystem mit großer Zielgruppe für Arbeitsplatzrechner und Server zu erschaffen.

## Geschichte des openSUSE-Projektes
Das erste Anzeichen für eine Community-basierte Linux-Distribution mit Namen OpenSuSE geht auf eine Mail vom 3. August 2005 zurück, in der auch gleichzeitig der Launch der Webseite opensuse.org bekanntgegeben wurde. Diese war dann wenige Tage später verfügbar. Einen Tag später wurde der Start des Projektes offiziell bekanntgegeben.
Nach eigenem Verständnis ist openSUSE eine Gemeinschaft, die den Gebrauch von Linux und freier Software in allen Bereichen propagiert. Neben einer Linux-basierten Distribution entwickelt sie Tools wie Open Build Service und YaST. Die Mitarbeit steht dabei jeder Person offen.

### Organisation
Das Projekt ist selbstorganisiert ohne rechtliche Struktur, obwohl seit längerem über die Gründung einer Stiftung nachgedacht wird.
SUSE als Hauptsponsor übt zwar einen gewissen Einfluss aus, das Projekt ist jedoch rechtlich unabhängig von SUSE. openSUSE ist eine „do-ocracy“, in der die, die die Arbeit investieren, auch entscheiden, was passiert (those who do decide). Dies bezieht sich in erster Linie auf Desktop- und Applikationsentwicklung, denn die Quellen der Basispakete kommen seit dem Wechsel zu Leap von SLE. Um die Basis noch weiter zu vereinheitlichen, wurde das 'Closing-the-Leap-Gap'-Projekt gestartet, dank dessen openSUSE Leap seit Version 15.3 komplett auf den Binärpaketen von SLE basiert.

### Organisatorische Einheiten
Es gibt im Wesentlichen drei organisatorische Einheiten:
- openSUSE Board: Das Board besteht aus 5 für jeweils 2 Jahre gewählten Mitgliedern sowie dem Vorsitzenden, der von SUSE gestellt wird.[11] Das Board dient als zentrale Anlaufstelle, hilft bei Konflikten und kommuniziert die Community-Interessen an SUSE. Stand Juli 2025 hat das Board folgende Mitglieder:
  - Gerald Pfeifer (Vorsitzender, Österreich)
  - Simon Lees (Australien)
  - Shawn W Dunn (Vereinigte Staaten)
  - Ish Sookun (Mauritius)
  - Rachel Schrader (Vereinigte Staaten)
  - Jeff Mahoney (Vereinigte Staaten)
- Election-Officials: Das Wahlkomitee leitet und überwacht die Wahlen zum openSUSE Board. Es besteht aus zwei oder mehr Freiwilligen und wird für jede Wahl vom Board ernannt.[12]
- Membership-Officials: Die Membership-Officials[13] werden bei Interesse vom Board berufen. Die Membership-Officials entscheiden auf Antrag über die Aufnahme von Contributoren in die Gruppe der openSUSE-Mitglieder. Ein Mitglied erhält u. a. eine @opensuse.org-Adresse. Nur Mitglieder dürfen an der Wahl zum Board abstimmen.

## Ehemalige Distributionen

### SuSE Linux
Die SuSE Linux GmbH (Gesellschaft für Software- und Systementwicklung mbH) wurde 1992 von Hubert Mantel, Burchard Steinbild, Roland Dyroff und Thomas Fehr in Nürnberg gegründet. Man vertrieb ins Deutsche übersetzte Versionen von zunächst SLS und später von Slackware mit offizieller Genehmigung. Die erste Versionsnummer 4.2 bezieht sich auf die Zahl 42 aus dem Roman Per Anhalter durch die Galaxis. 1995 wurde die Distribution jurix integriert und ein Jahr später der das Installations- und Konfigurationsprogramm YaST veröffentlicht.

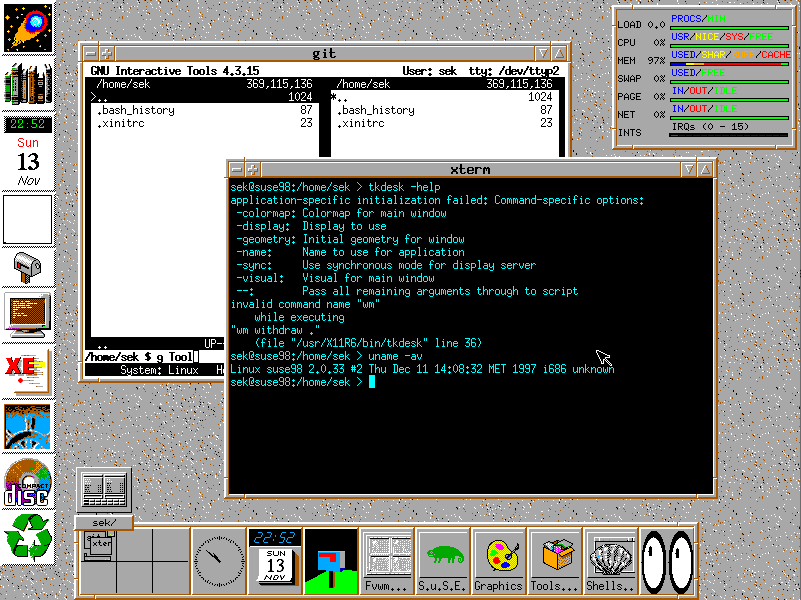
S.u.S.E. Linux 5.1 mit FVWM

Mit der Version 5 erschien im Juni 1997 eine für Großkunden optimierte Version von S.u.S.E. Linux als sogenanntes Business-Linux-Produkt, das längere Releasezyklen und einen erweiterten Support anbot, und dessen Konzept durch SUSE Linux Enterprise Server (SLES) weitergeführt wird. S.u.S.E. Linux wurde neben der Intel-80386-Plattform ab der Version 6.1 auch auf die DEC-Alpha-AXP-Plattform, ab Version 6.3 auf die PowerPC-Plattform portiert. Im weiteren Verlauf kamen Versionen für AMD-Athlon-64-, Intel-Itanium- und IBM-S390-(Z-Series)-Systeme hinzu.
Für Endbenutzer wurden in den Versionen 7.0 bis einschließlich 9.1 drei Produktlinien angeboten:
- Personal: kostengünstig mit eingeschränktem Programmumfang
- Professional: mit zusätzlicher Server- und Entwicklungs-Software
- Campus: kostengünstigere Professional-Version ohne Handbuch

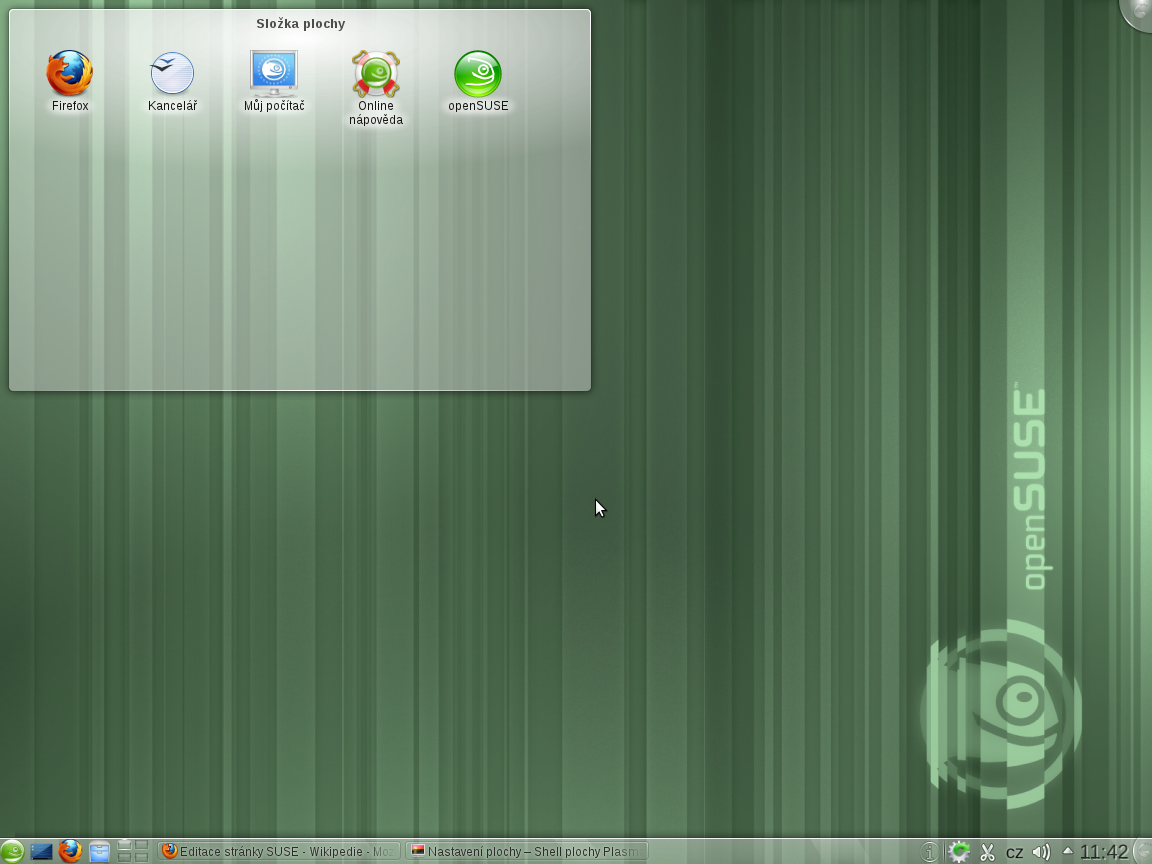
openSUSE 11.4 mit KDE-Desktop

Im November 2003 übernahm das US-amerikanische Softwareunternehmen Novell die SUSE Linux GmbH, womit die Bezeichnung der Distribution ab der Version 9.1 von S.u.S.E. zu SUSE abgewandelt wurde. Mit der Übernahme gingen weitere Innovationen wie die Installationsmöglichkeit des Betriebssystems über das Internet via FTP, Softwareangebote für 64-Bit-Systeme (AMD64- und Intel-64-CPUs) und die Freigabe von YaST für die GNU General Public License einher. Zu den von Novell eingeführten Neuerungen gehörte außerdem die stärkere Gewichtung des Gnome-Desktops gegenüber dem K Desktop Environment, die gleichberechtigt als Vorauswahl für die Desktop-Umgebung angeboten wurden.
Für SUSE 9.2 wurden erstmals umfassende ISO-Abbilder der Distribution zum Download angeboten, und die Personal-Version wurde eingestellt. Die ermäßigte Campusversion und das preiswertere Update-Paket wurden noch bis einschließlich Version 9.3 vertrieben. Ab Version 10.0 wurden die verschiedenen Produktlinien gänzlich eingestellt.
Ab Version 11.2 ist KDE Plasma Desktop wieder die Vorauswahl für die Desktop-Umgebung, Gnome wird aber weiterhin angeboten.

### openSUSE (bis 13.2)

openSUSE-Logo mit Chamäleon

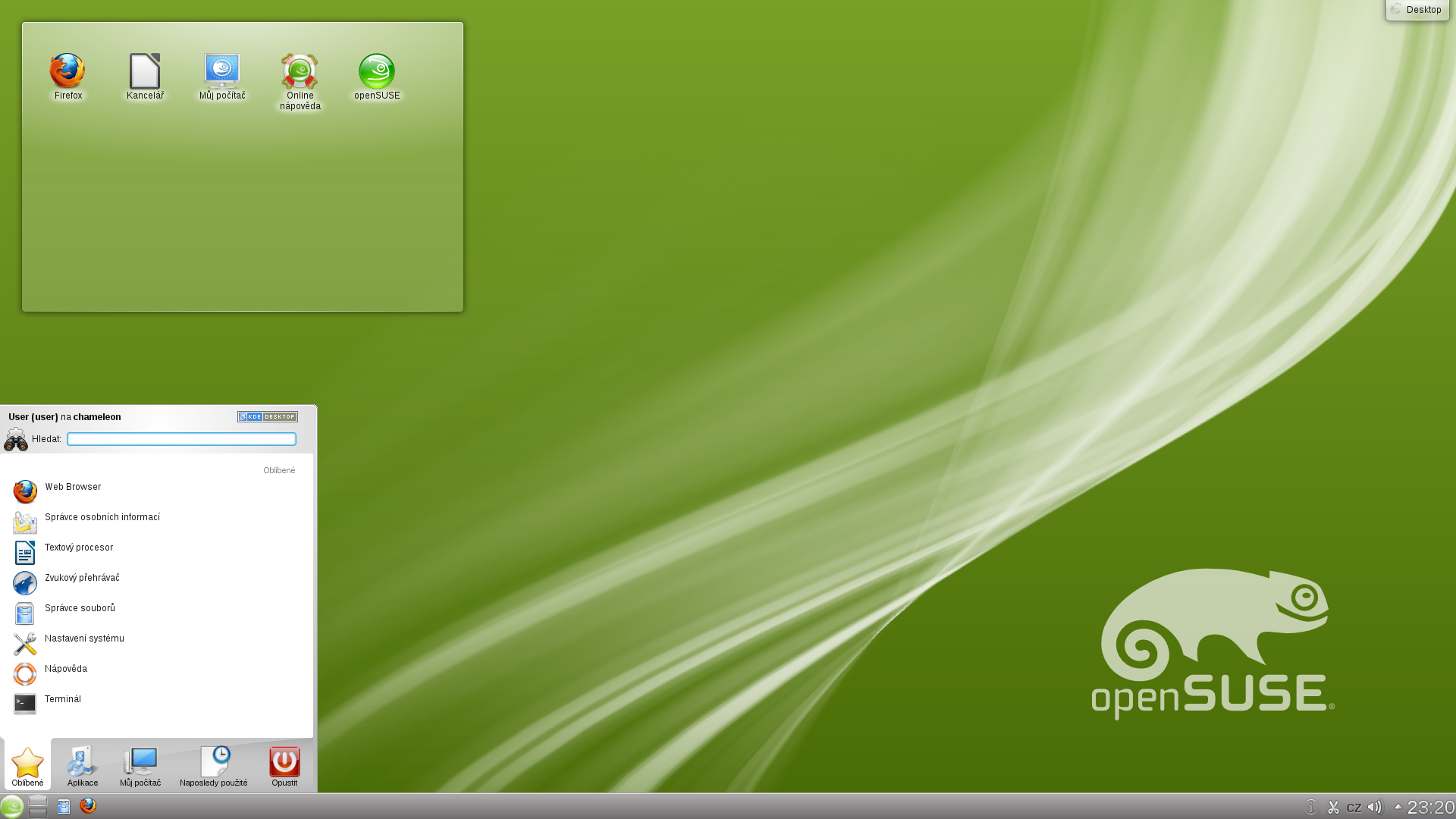
openSUSE 12.1 mit KDE-Desktop

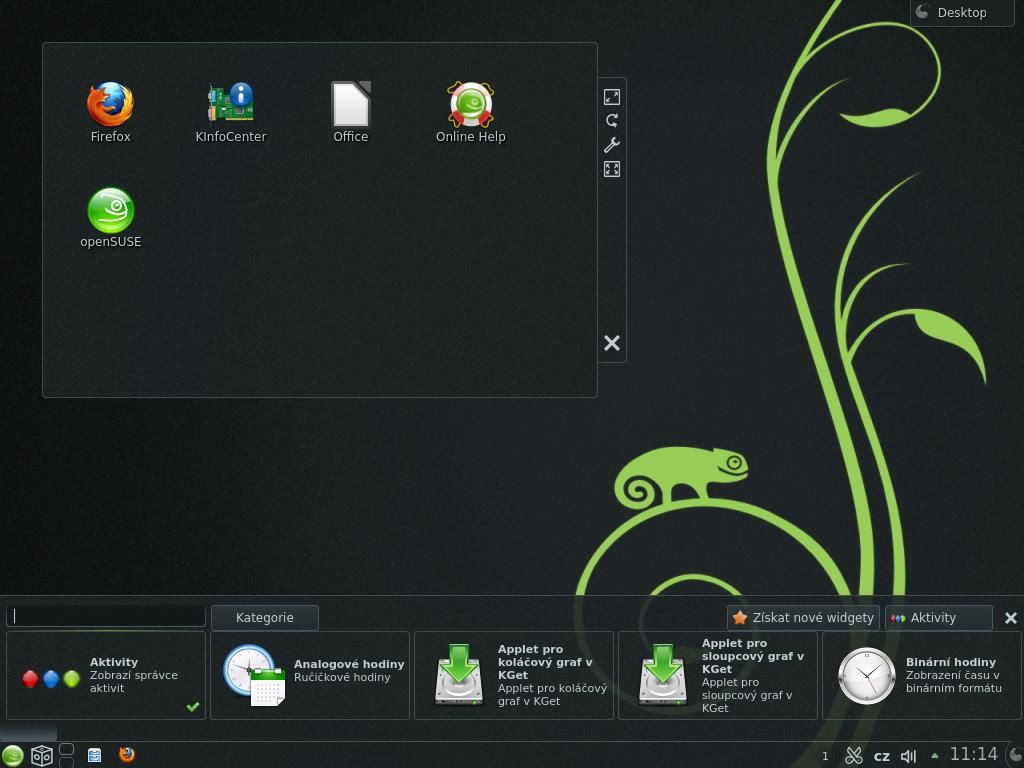
openSUSE 12.3 mit KDE-Desktop

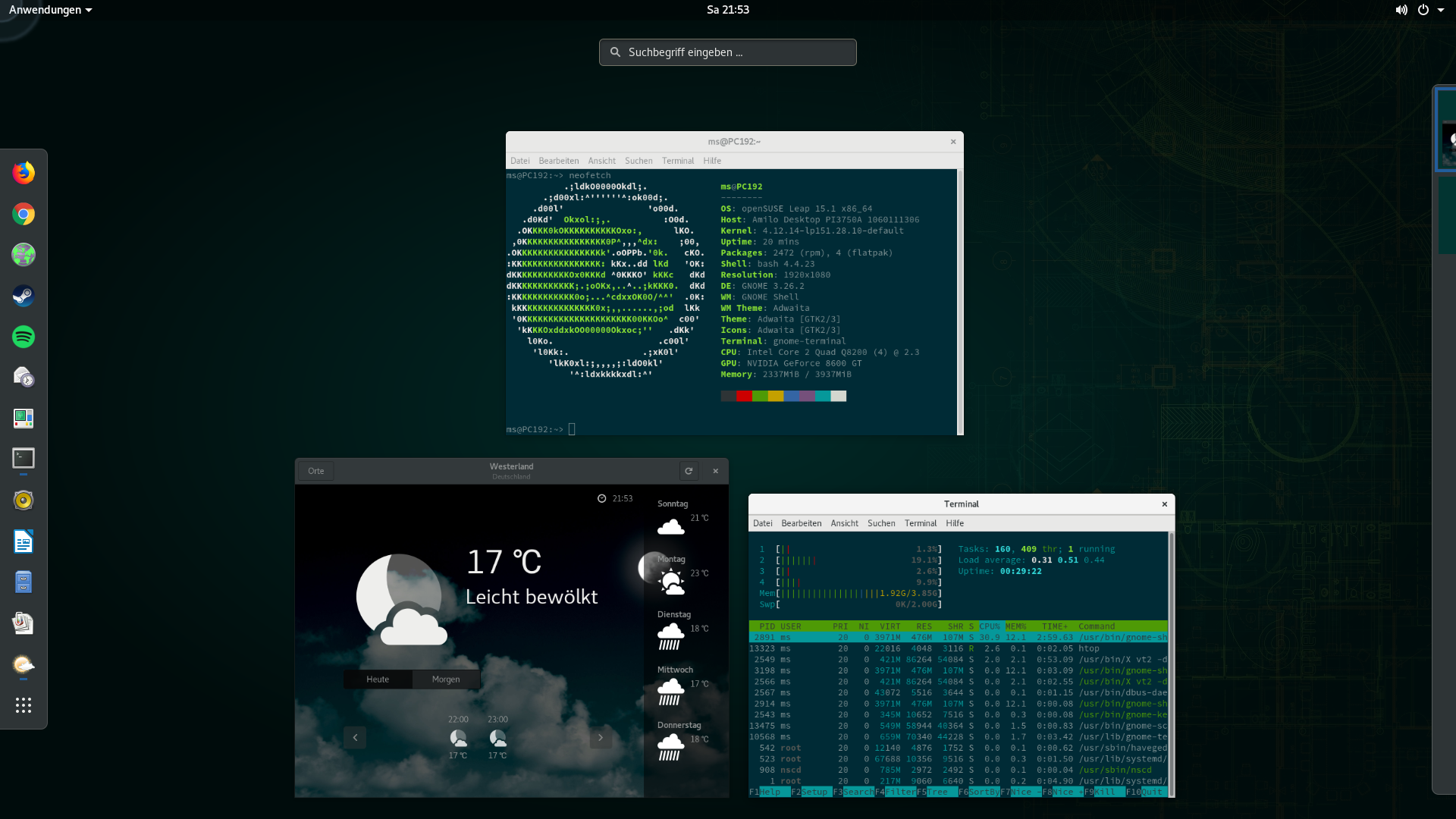
openSUSE Leap 15.1 mit Gnome-Desktop

Mit der Schaffung des openSUSE-Projekts wurde die Entwicklung von SUSE Linux öffentlich gemacht, wodurch Nutzer auch die Alpha- und Beta-Versionen von SUSE Linux testen und gefundene Fehler in einem öffentlichen Bugtracker melden können. Weiterhin kann man sich im Rahmen des Projekts auch aktiv an der Entwicklung beteiligen, indem man Patches zu bestehenden Paketen beisteuert oder am Schreiben der openSUSE-Dokumentation mitwirkt.
Die erste unter Mitwirkung dieses Projekts entstandene finale Version konnte entweder ohne jegliche proprietäre Software als vollständige Open-Source-Distribution heruntergeladen werden (SUSE Linux OSS 10.0) oder aber im Paket mit proprietärer Software wie dem Adobe Reader und Flash Player sowie MP3-Spielern heruntergeladen oder gekauft werden (SUSE Linux 10.0 Eval).
Mit der Veröffentlichung der Version 10.2 am 7. Dezember 2006 wurde der Name der Distribution von SUSE Linux in openSUSE geändert, um den Einfluss des Projekts widerzuspiegeln und Verwechslungen mit den kommerziellen Ablegern zu vermeiden.
Ab openSUSE 11.1 wurden nur noch Versionen veröffentlicht, die ausschließlich freie Software und Treiber enthalten. Damit entfiel auch der Endbenutzer-Lizenzvertrag.
Am 27. April 2011 wurde Novell vom US-amerikanischen Softwareunternehmen Attachmate übernommen, wobei einige Patente von Novell an ein von Microsoft geführtes Konsortium mit dem Namen CPTN Holdings veräußert wurden.
Ende Januar 2014 gab SUSE-Mitarbeiter Michal Hrušecký bekannt, dass sich die von SUSE zur Entwicklung der openSUSE-Distribution angestellten Mitarbeiter zeitweilig anderen Aufgaben innerhalb des openSUSE-Projektes zuwenden werden, wodurch die Veröffentlichung der Version 13.2 von Juli auf November 2014 verschoben wurde. Signifikante Innovationen sind das in SUSE Linux Enterprise etablierte Dateisystem Btrfs/XFS sowie die aktuelle Version von KDE Plasma 5, welches jedoch aus den Repositories nachinstalliert werden muss.

### openSUSE Kubic
Kubic war eine Container-as-a-Service-Plattform. Sie war die Vorgänger-Technologie zu MicroOS, auf dessen Basis sie zuletzt entwickelt wurde. Sie beinhaltet Kubernetes und ist für große Containerumgebungen ausgelegt. Die openSUSE-Community stellt eine Vielzahl von Containern in ihrer Registry bereit. Zur Konfiguration wird Salt eingesetzt. Später wurde auf Kubeadm umgeschwenkt. Es ermöglicht wie Leap und Tumbleweed, die die gleiche Codebasis haben, transaktionale Aktualisierungen. Es handelte sich nicht um eine spezialisierte Technik. Vielmehr wurde ein generischer Ansatz verfolgt, der bestehende Technologien integrierte. So nutzte die Container-Verwaltung das populäre Docker. Das Betriebssystem war auf ein minimales bootbares System reduziert. Im Container laufen die eigentlichen Anwendungen. Im Juni 2022 gab das Projekt bekannt, Kubic in Zukunft nur mehr auf freiwilliger Basis zu pflegen. Nutzern wurde empfohlen, auf MicroOS zu wechseln.

## Aktuelle Distributionen

### openSUSE Tumbleweed
Tumbleweed ist das Flaggschiff des openSUSE-Projektes. Anstelle klassischer Versionsnummern und periodischer Updates wird ein Rolling-Release-System genutzt: Updates finden kontinuierlich statt; vorherige Stände des Betriebssystems werden als „Snapshots“ gesichert. Die Mehrheit der openSUSE-Anwender nutzt Tumbleweed als Desktop-System.
Im alten Entwicklungsmodell wurde mit jedem openSUSE-Release (13.0, 13.1,..) ein neues Rolling Release mitaufgesetzt, das dann aktuelle Pakete bekam. Wenn dann das nächste Release anstand und Tumbleweed zurückgesetzt wurde, wurden viele Pakete gegen ältere Versionen ausgetauscht. Das konnte bei Updates Probleme bereiten.
Mit dem Wechsel auf Leap hat sich auch das Entwicklungsmodell grundlegend geändert: Es gilt die Factory First Policy, wonach alle Pakete zunächst nach Factory veröffentlicht werden, bevor sie in eine Distribution aufgenommen werden können. Aus Factory wird täglich ein Snapshot gezogen und einem automatisierten Testprogramm (openQA) unterzogen. Bei erfolgreichem Test wird der Snapshot publiziert. Anders als bei anderen Distributionen ist Tumbleweed somit ein getestetes Rolling Release, was der Stabilität sehr entgegenkommt.
Technisch bildet Tumbleweed auch die Basis für MicroOS und Kubic.

### openSUSE Leap
Leap folgt dem klassischen Distributionsansatz, ein Release pro Jahr und zwischendurch Sicherheitsupdates und Fehlerbereinigungen. Entsprechend ist Leap sehr beliebt als Server-Betriebssystem, aber auch auf dem Desktop.
Für die im Herbst 2015 erschienene Version hat sich das Entwicklerteam auf den Namen openSUSE Leap mit der abweichenden Versionsnummer 42.1 geeinigt. Wie bereits in der openSUSE Version 4.2 vom Mai 1996, die damals als S.u.S.E. Linux bezeichnet wurde, bezieht sich die Zahl 42 auf die Frage „nach dem Leben, dem Universum und dem ganzen Rest“ der Buchreihe Per Anhalter durch die Galaxis. Zukünftig soll der Unterbau aus Software-Komponenten bestehen, die das jeweils neueste SUSE Linux Enterprise verwendet; Desktop-Oberflächen und Anwendungen will das Projekt indes aus Tumbleweed, der Rolling-Release-Ausgabe von openSUSE, übernehmen.
Auf der im Jahr 2016 in Nürnberg abgehaltenen openSUSE-Konferenz wurden Statistiken bekanntgegeben, dass seit der konzeptionellen Neuorientierung mit openSUSE Leap 42.1 steigende Benutzerzahlen zu verzeichnen seien. Demnach liegt die Anzahl der Downloads bei 400.000 DVD-Images pro Monat mit steigender Tendenz. Jeden Monat kämen 1.600 Installationen hinzu und 500.000 Pakete werden installiert. Die Anzahl der Tumbleweed-Benutzer liegt bei 60.000, von denen die Hälfte häufig Updates vornehmen. Damit habe sich die Anzahl der Tumbleweed-Installationen im letzten Jahr verdoppelt.
Andere Erkenntnisse aus den Statistiken sind, dass die meisten Installationen über DVD-Images vorgenommen werden. Die dominierende Architektur ist x64. Die geografische Verteilung der Nutzer hat sich nach diesen Zahlen kaum geändert. Ein Drittel der Benutzer kommt aus Deutschland, 12 % sind in den USA zu finden, 5 % in Russland und 3 % in Brasilien.

### openSUSE MicroOS
MicroOS ist ein minimalistisches, selbst pflegendes, transaktionales System, welches primär, aber nicht ausschließlich, für den Einsatz im Edge Computing oder zur Containervirtualisierung gedacht ist.
Die Hauptmerkmale von MicroOS sind:
- Klein: Minimale Images, die für einen dedizierten Anwendungsfall gedacht sind
- Skalierbar: Optimiert für große Deployments und gleichzeitig als Einzelrechner-Betriebssystem einsetzbar
- Aktuell und immer auf dem neuesten Stand: Updates werden automatisch angewendet, ohne das laufende System zu beeinträchtigen
- Fehlertolerant: Im Falle eines fehlerhaften Updates rollt das System automatisch auf den letzten Betriebszustand zurück.
- Read-Only-Dateisystem: Verhindert 'zufällige' oder absichtliche (Malware) Änderungen am System
- cloud-init für die initiale Systemkonfiguration während des ersten Boot-Vorgangs auf Cloud-Systemen (inklusive OpenStack)
- Ignition für die initiale Systemkonfiguration während des ersten Boot-Vorgangs für alle anderen Images[36]
- Transaktionale Updates: nutzen die Snapshot-Funktion des btrfs-Dateisystems
- Basiert auf openSUSE Tumbleweed und erhält so tägliche Updates

### openSUSE Slowroll
Ähnlich wie Tumbleweed greift openSUSE Slowroll das Rolling-Release-Modell auf. Bis auf Sicherheitsupdates verzögert es jedoch die Installation um einen Monat, um die Frequenz der Aktualisierung und auch damit verbundene mögliche Regressionen zu reduzieren.
Stand 06/2025 ist Slowroll noch im Beta-Stadium und somit nicht für den Produktivbetrieb vorgesehen.

### openSUSE Aeon/Kalpa
Während sich MicroOS auf den Serverbereich fokussiert, versucht openSUSE Aeon das Konzept auf den GNOME-Desktop zu übertragen. Die Root-Partition ist dabei schreibgeschützt. Anwenderprogramme werden durch Flathub ebenfalls in isolierten Containern bereitgestellt. Das System verzichtet auf YaST. Die Unterstützung von KDE wird im separat erhältlichen Projekt Kalpa vorangetrieben.

## Besonderheiten der Distribution

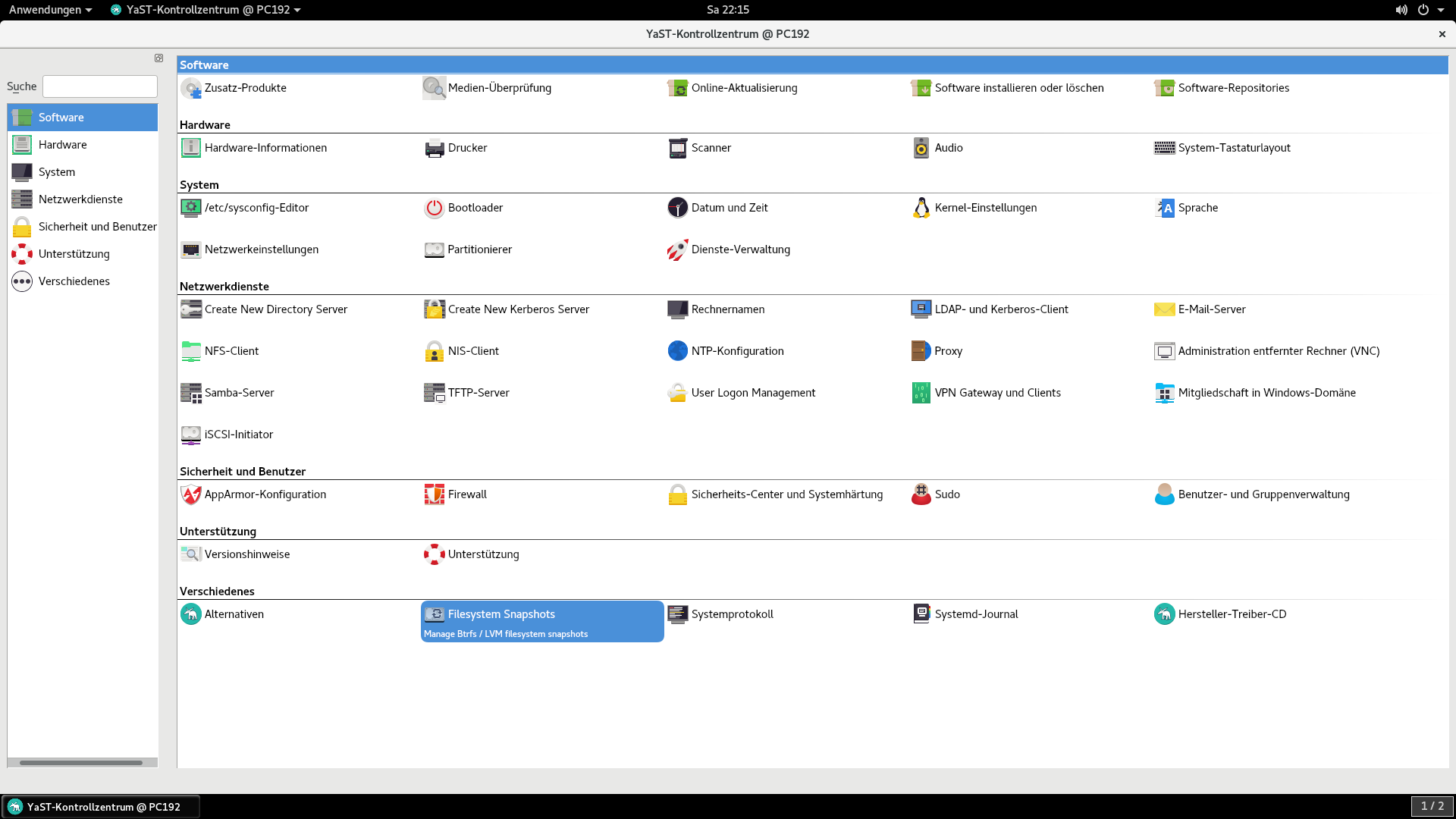
YaST in openSUSE 15.1

Eine signifikante Eigenschaft der Distribution ist das hauseigene Installations- und Konfigurationswerkzeug YaST („Yet another Setup Tool“, zu deutsch: „Noch ein weiteres Einrichtungswerkzeug“), das ein zentrales Werkzeug zur Installation, Konfiguration und Administration des Systems darstellt. Das Programm stellt auch eine komfortable Suche nach Paketen zur Verfügung.
Das seit openSUSE 10.2 als Backend für die Paketverwaltung eingesetzte Werkzeug zypper ermöglicht das Auflösen von Abhängigkeiten, das Installieren und Entfernen von Paketen und die Aktualisierungsverwaltung. Des Weiteren bietet zypper Lösungen von Erfüllbarkeitsproblemen und SAT-Problemen an. Die installierten Repositories in zypper sind synchron mit denen in YaST, da YaST selbst auch auf die libzypp als Paketverwaltungsengine setzt.
Im Vergleich mit anderen Heimnutzer-Distributionen nutzt openSUSE die LSB-Zertifizierung.
Der Build-Service ermöglicht Entwicklern und Benutzern Software für openSUSE zu packen und so fest und automatisiert in openSUSE zu integrieren. Dadurch kann openSUSE eine große Menge an Software und verschiedenen Versionen bereitstellen.
Traditionell ist openSUSE eine KDE-zentrierte Distribution. Dessen auf der Qt-Bibliothek basierende Desktop-Umgebung wurde seit den späten 1990er Jahren standardmäßig als Desktop-Umgebung installiert. Die SUSE Linux GmbH fördert das KDE-Projekt finanziell. Nach der Übernahme SUSEs durch den Softwarekonzern Novell, der zuvor das Unternehmen Ximian (heutiger Name: Xamarin) des Gnome-Gründers Miguel de Icaza aufgekauft hatte, verschob sich die Gewichtung der Entwicklungsarbeit stärker in Richtung Gnome. Ab openSUSE 10.3 standen nun auf jenen Installationsmedien, die beide Plattformen enthalten, Gnome und KDE Plasma Workspaces als gleichwertige Optionen zur Verfügung. Ab Version 11.2 ist KDE wieder die Standardoberfläche. Zudem werden Live-DVDs als Installationsmedium bereitgestellt, die jeweils nur eine dieser beiden Desktop-Umgebungen enthalten. Auf Installationsmedien werden zusätzlich weitere Desktop-Umgebungen wie Blackbox, IceWM, LXDE, LXQt, Openbox, Window Maker und Xfce mitgeliefert.
Eine weitere Besonderheit stellten die SUSE-Support-Datenbank und die SUSE-Component-Database dar. Beide stellten umfangreiche Informationen und Hilfestellungen für die Installation und Konfiguration des Systems und der entsprechenden Hardware zur Verfügung. Dabei ist vor allen Dingen die Hardware-Datenbank auch von Nutzern anderer Distributionen rege genutzt worden. Beide Mechanismen waren ebenfalls auf den Medien der Distribution enthalten und ergänzten so die Produkt-Dokumentation. Die Supportdatenbank (SDB) wurde in das openSUSE-Wiki integriert.
Seit openSUSE 10.3 bietet die Distribution durch die Migrationshilfe instlux die Möglichkeit, openSUSE aus einer bestehenden Windows-Installation heraus zu installieren.
Zur Qualitätssicherung des kontinuierlich bearbeiteten Entwicklungszweiges wurde seit openSUSE 12.1 ein Test-Framework namens openQA etabliert. Grundlegende Funktionalität, z. B. ob Bootloader, Kernel und Fensterverwaltung starten sowie ob die Standardprogramme wie Browser und Textverarbeitung ordnungsgemäß funktionieren, kann kontinuierlich geprüft werden. Sowohl die automatische Installations- und Testkomponente als auch das Webinterface wurden als freie Software unter der GNU GPL veröffentlicht.

## SUSE-Linux-Produkte

### openSUSE (ehem. SuSE Linux)
- Wird von der openSUSE-Gemeinschaft mitentwickelt und im Abstand von 12 Monaten[45] veröffentlicht.
- Die Distribution ist in mehreren Varianten (KDE Live, Gnome Live, Full DVD, Netinstall) und für verschiedene Architekturen (x86 64, ARM (z. B. Raspberry Pi), PowerPC u. a.) per Download verfügbar.
- Sicherheits- und Bugfix-Updates werden für 18 Monate angeboten und sind kostenlos.[46]
- Unter der Bezeichnung „Evergreen“ wurden von 2011 bis 2016 ausgewählte Versionen als LTS für zusätzliche 6-30 Monate ehrenamtlich weiter gepflegt, um auch einen längeren Einsatz zu ermöglichen.[47]

### SUSE Linux Enterprise Desktop (SLED)
- Namen der vorherigen Versionen waren SUSE Linux Desktop 1 und Novell Linux Desktop 9 (NLD).
- Wartungs- und Sicherheitsupdates sowie Support werden für fünf bzw. sieben Jahre angeboten, benötigen aber einen aktiven Wartungsvertrag.
- Zielgruppe: Unternehmen, die Support und einen langen Produktlebenszyklus für Desktopsysteme brauchen

### SUSE Linux Enterprise Server (SLES)
- Für Server geeignet
- Wartungs- und Sicherheitsupdates sowie Support werden für fünf bzw. sieben Jahre angeboten, benötigen aber einen aktiven Wartungsvertrag.
- Zielgruppe: Unternehmen

### Entwicklungszweige
- openSUSE Factory ist der Hauptentwicklungszweig von openSUSE. Dieser Zweig mündet in die jeweilige kommende Veröffentlichung von Tumbleweed. Durch die Factory First-Policy wird jede Entwicklung (auch für SLES und SLED) zunächst in Factory eingestellt, bevor es in ein anderes Produkt (Leap, MicroOS, …) fließen kann.

## Versionen

### SuSE Linux (bis Version 10.1)
| Version              | Veröffentlichung   | Kernel         | LSB | Anmerkung |
| -------------------- | ------------------ | -------------- | --- | --- |
| 1.0                  | März 1994          | 1.0.0          | –   | |
| 1.0.9                | Juli 1994          | 1.0.9          | –   | |
| 11/94                | November 1994      |                | –   | Auf Slackware-Basis |
| 4/95                 | April 1995         | 1.2.9          | –   | |
| 8/95                 | August 1995        |                | –   | |
| 9/95                 | September 1995     |                | –   | Linux aktuell, erschien alle 2 Monate, deutsche Slackware-Distribution der S.u.S.E. GmbH                                                        |
| 11/95                | November 1995      | 1.2.13         | –   | Erstes S.u.S.E. Linux |
| 4.2                  | Mai 1996           | 1.2.13, 1.3.93 | –   | Erstes offizielles S.u.S.E. Linux |
| 4.3                  | September 1996     | 2.0.18         | –   | |
| 4.4                  | November 1996      | 2.0.25         | –   | |
| 4.4.1                | Februar 1997       |                | –   | |
| 5.0                  | Juni 1997          | 2.0.30         | –   | Basiert auf RPM |
| 5.1                  | November 1997      | 2.0.32         | –   | |
| 5.2                  | 23. März 1998      | 2.0.33         | –   | |
| 5.3                  | 9. Oktober 1998    | 2.0.35         | –   | |
| 6.0                  | 21. Dezember 1998  | 2.0.36         | –   | ALICE-Autoinstallation |
| 6.1                  | 7. April 1999      | 2.2.5          | –   | Unterstützung für AXP-Plattform |
| 6.2                  | 12. August 1999    | 2.2.10         | –   | |
| 6.3                  | 25. November 1999  | 2.2.13         | –   | Unterstützung für PowerPC |
| 6.4                  | 27. März 2000      | 2.2.14         | –   | |
| 7.0                  | 27. September 2000 | 2.2.16         | –   | |
| 7.1                  | 24. Januar 2001    | 2.2.18, 2.4.0  | –   | Erste Version auf DVD. |
| 7.2                  | 15. Juni 2001      | 2.2.19, 2.4.4  | –   | |
| 7.3                  | 13. Oktober 2001   | 2.4.10         | –   | |
| 8.0                  | 22. April 2002     | 2.4.18         | –   | Erste Version von AutoYaST für automatische Installation                                                                                        |
| 8.1                  | 30. September 2002 | 2.4.19         | –   | |
| 8.2                  | 7. April 2003      | 2.4.20         | –   | |
| 9.0                  | 15. Oktober 2003   | 2.4.21         | –   | Unterstützung für AMD64 |
| 9.1                  | 23. April 2004     | 2.6.4          | 1.3 | Unicode (UTF-8) vollständig implementiert |
| 9.2                  | 25. Oktober 2004   | 2.6.8          | 2.0 | |
| 9.3                  | 16. April 2005     | 2.6.11.4       | –   | |
| 10.0                 | 6. Oktober 2005    | 2.6.13         | 3.0 | Unterstützung durch das openSUSE-Projekt |
| 10.1                 | 11. Mai 2006       | 2.6.16.13      | –   | Am 13. Oktober 2006 wurde SUSE Linux 10.1 erneut als „Remastered-Edition“ veröffentlicht, welche alle bis dahin freigegebenen Updates enthielt. |
| Legende:Alte Version |                    |                |     | |

### openSUSE (bis Version 13.2)
| Version              | Codename  | LTS | Veröffentlichung  | Supportende       | Kernel | LSB | Anmerkung |
| -------------------- | --------- | --- | ----------------- | ----------------- | ------ | --- | --- |
| 10.2                 |           | ✘   | 7. Dezember 2006  | 30. November 2008 | 2.6.18 | 3.1 | ext3 ersetzt ReiserFS, bessere Unterstützung interner Kartenleser, Vorstellung des suse-updater und zypper, KDE 3.5, Gnome 2.16, Xfce 4.2, Mesa 6.5, X.Org 1.2, OpenOffice 2.0 |
| 10.3                 |           | ✘   | 4. Oktober 2007   | 31. Oktober 2009  | 2.6.22 | 3.1 | Vorstellung des 1-click install-Features, KDE 3.5, Gnome 2.20, Xfce 4.4, Mesa 7.0, X.Org 1.3, OpenOffice 2.3 |
| 11.0                 |           | ✘   | 19. Juni 2008     | 26. Juli 2010     | 2.6.25 | 3.1 | Überarbeitung des Installer-Design, KDE SC 4.0, Gnome 2.22, Xfce 4.4, Mesa 7.0, X.Org 1.4, OpenOffice 2.4 |
| 11.1                 |           | ✔   | 18. Dezember 2008 | 13. April 2012    | 2.6.27 | 3.2 | Überarbeitung diverser YaST-Module, Einführung eines YaST-Sicherheitsmoduls, KDE SC 4.1, Gnome 2.24, Xfce 4.4, Mesa 7.2, X.Org 1.5, OpenOffice 3.0 |
| 11.2                 | Emerald   | ✔   | 12. November 2009 | 1. November 2013  | 2.6.31 | 4.0 | ext4 ersetzt ext3, Vorstellung des Konfigurationstools WebYaST, Unterstützung von Inplace-Upgrades mittels zypper, KDE SC 4.3, Gnome 2.28, Xfce 4.6, Mesa 7.6, X.Org 1.6, OpenOffice 3.1 |
| 11.3                 | Teal      | ✘   | 15. Juli 2010     | 20. Januar 2012   | 2.6.34 | 4.0 | Offizielle Unterstützung des btrfs-Dateisystems, LXDE wird erstmals als zusätzliche Desktop-Umgebung angeboten, KDE SC 4.4, Gnome 2.30, Xfce 4.6, Mesa 7.8, X.Org 1.8, OpenOffice 3.2 |
| 11.4                 | Celadon   | ✔   | 10. März 2011     | 1. Juli 2014      | 2.6.37 | 4.0 | Optimierung des Boot-Prozesses, Implementierung des MultiCurl-Backend für ZYpp, KDE SC 4.5, Gnome 2.32, Xfce 4.8, Mesa 7.10, X.Org 1.9, OpenOffice 3.3 |
| 12.1                 | Asparagus | ✘   | 16. November 2011 | 15. Mai 2013      | 3.1    | 4.0 | OpenOffice.org wird durch LibreOffice 3.4 ersetzt, Einführung von snapper für btrfs, systemd ersetzt init, KDE SC 4.7, Gnome 3.2, Xfce 4.8, Mesa 7.11, X.Org 1.10 |
| 12.2                 | Mantis    | ✘   | 5. September 2012 | 15. Januar 2014   | 3.4    | 4.0 | Umstellung auf GRUB 2, Einführung von Plymouth |
| 12.3                 | Dartmouth | ✘   | 13. März 2013     | 19. Januar 2015   | 3.7    | 4.0 | Unter anderem wurde die Datenbank MySQL durch MariaDB ersetzt und die Unterstützung für UEFI Secure Boot eingearbeitet; da die beiden Direktstartsysteme mit KDE Software Compilation (Ausgabe 4.10) und Gnome (Ausgabe 3.6) nun jeweils zu groß für normale CDs sind, wird nun ein Rescue genanntes Rettungssystem – mit rund 570 Megabyte und der Desktop-Umgebung Xfce (Ausgabe 4.10) – angeboten                                            |
| 13.1                 | Bottle    | ✔   | 19. November 2013 | 30. November 2016 | 3.11   | 4.0 | YaST-Portierung von YCP auf Ruby Langzeitunterstützung durch das Evergreen-Projekt |
| 13.2                 | Harlequin | ✘   | 4. November 2014  | 18. Januar 2017   | 3.16   | 4.0 | Überarbeiteter YaST-Installer und btrfs wird als neues Standard-Dateisystem verwendet. Gnome ist auf Version 3.14 aktualisiert worden und enthält unter anderem neue Animationen, eine bessere Handhabung von WiFi-Hotspots und Verbesserung bei den Anwendungen. KDE-Anwendungen kommen in Version 4.14.2 und Xfce in Version 4.10. Wicked ist nun das Verwaltungsprogramm für das Netzwerk und initiale Ramdisks werden über dracut erstellt. |
| Legende:Alte Version |           |     |                   |                   |        |     | |

### openSUSE Leap (ab Version 42.1)
| 42.1                                 | Malachite | 4. November 2015  | 16. Mai 2017      | 4.1  | 5.0 | Baut im Gegensatz zu vorherigen Versionen nicht auf openSUSE Tumbleweed, sondern auf SUSE Linux Enterprise 12.1 auf. Aufgrund der veränderten Distributionsbasis erfolgte auch eine Anpassung der Versions-Nomenklatur und der Supportdauer der Distribution. Die Veröffentlichung neuer Versionen orientiert sich am Produktzyklus von SLES. Grundsätzlich soll eine Version für mindestens 36 Monate unterstützt werden. Jährliche Produktpflegen führen zur Anhebung der Unterversion, wobei diese ab Veröffentlichung für jeweils 18 Monate unterstützt werden. Als eine der wenigen Linux-Distributionen empfiehlt openSUSE Leap 42.1 das Dateisystem btrfs für die System-Partition und XFS für Daten-Partitionen. KDE Plasma Workspaces 4 wird durch KDE Plasma 5 in der Version 5.4 ersetzt. Die Gnome Desktop-Umgebung wurde auf die Version 3.16 aktualisiert. Weiterhin können Xfce 4.12 und MATE 1.10 als Desktop-Umgebung genutzt werden. Zusätzlich enthält die Distribution die freie Grafikbibliothek Mesa 3D in der Version 11.0, die Compiler-Suite GCC 4.8 sowie LibreOffice 5.0 |
| 42.2                                 | Malachite | 16. November 2016 | 26. Januar 2018   | 4.4  | 5.0 | Aktualisierungen gegenüber Leap 42.1: systemd 228, Gnome 3.20, Qt, Kernel 4.4, KDE Plasma 5.8 |
| 42.3                                 | Malachite | 26. Juli 2017     | 30. Juni 2019     | 4.4  | 5.0 | |
| 15.0                                 |           | 25. Mai 2018      | 3. Dezember 2019  | 4.12 |     | Aktualisierungen gegenüber Leap 42.3: RPM Package Manager 4.14, KDE Plasma 5.12, Gnome 3.26, Xfce 4.12, MATE 1.20, Budgie 10.4, - die traditionelle SUSE-Firewall wird durch firewalld, welche aus dem Umfeld von Red Hat kommt, ersetzt - chrony ist nun der Zeitserver von openSUSE - Nutzer haben nun durch Anbietung zusätzlicher Kernel-Module seitens DKMS mehr Möglichkeiten bei der Verwendung proprietärer Treiber |
| 15.1                                 |           | 22. Mai 2019      | 2. Februar 2021   | 4.12 |     | Aktualisierungen gegenüber Leap 15.0: es wird standardmäßig der NetworkManager für Laptops als auch für Desktops eingesetzt. YaST verfügt über einen verbesserten Partitionierer, eine bessere Verwaltung der Dienste, eine neue Benutzeroberfläche zur Verwaltung von Firewalls. OEM-Unterstützung für Slimbook- und TUXEDO-Computer. Unterstützung für Container-Technologie wie Singularity |
| 15.2                                 |           | 2. Juli 2020      | 4. Januar 2022    | 5.3  |     | Aktualisierungen gegenüber Leap 15.1: Verschiedene Künstliche Intelligenzen und Machine Learning Pakete sind in Leap hinzugefügt worden. Durch die neuen Container-Technologien, welche betreut werden, haben nun openSUSE-Nutzer mehr Möglichkeiten, um containerisierte Anwendungen zu entwickeln, zu verschicken und bereitzustellen. YaST wurde weiter verbessert. Der Yast-Partitonierer kann nun das Btrfs-Dateisystem erstellen und verwalten. |
| 15.3                                 |           | 2. Juni 2021      | 31. Dezember 2022 | 5.3  |     | Neu sind für Künstliche Intelligenz die Pakete TensorFlow, PyTorch und ONNX. Dazugekommen sind auch der Wayland-Fenstermanager Sway und das Gesundheits- und Krankenhaus-Informationssystem GNU Health. |
| 15.4                                 |           | 8. Juni 2022      | 31. Dezember 2023 | 5.14 |     | Migration auf SUSE Linux Enterprise Server vereinfacht, KDE Plasma 5.24, GNOME 41, Xfce 4.16, MATE 1.26 |
| 15.5                                 |           | 7. Juni 2023      | 31. Dezember 2024 | 5.14 |     | vorletzte Version vor Architekturwechsel auf Adaptable Linux Platform |
| 15.6                                 |           | 13. Juni 2024     | 31. Dezember 2025 | 6.4  |     | Letzte bestätigte Version vom openSUSE Leap 15-Zweig |
| Legende:Alte VersionAktuelle Version |           |                   |                   |      |     | |

Mit Leap 15.6 endet diese Entwicklungslinie. Für Leap 16 entsteht wieder eine herkömmliche nicht schreibgeschützte Systempartition. Die Alternativen Slowroll und Aeon lösen Leap nicht ab, sondern bleiben weiter Einmannprojekte, die das Angebot ergänzen. Die allgemeine Verfügbarkeit (GA) der finalen Version von Leap 16.0 ist für Oktober 2025 geplant.

## Derivate
Bekannte Abspaltungen:
GeckoLinuxverfügbar in den Versionen Static (basierend auf openSUSE Leap) und Rolling (basierend auf openSUSE Tumbleweed)
EasyNASfür Network Attached Storage optimierte Distribution
Open School Servervormals Suse Linux School Server outgesourced an die Extis GmbH
Super/Slickabgespeckte Installation für Fortgeschrittene
Edu Li-f-eehemalige Variante für den Bildungssektor
Regata OSFokus auf Computerspieler
Linux KamaradaGNOME basiertes Live-System